# Virelade
Virelade är en kommun i departementet Gironde i regionen Nouvelle-Aquitaine i sydvästra Frankrike. Kommunen ligger i kantonen Podensac som tillhör arrondissementet Langon. År 2022 hade Virelade 1 120 invånare.

## Befolkningsutveckling
Antalet invånare i kommunen Virelade
Referens:INSEE